# Alice's Adventures in Wonderland (film fra 1910)
Alice's Adventures in Wonderland er en amerikansk stumfilm fra 1910 af Edwin S. Porter.